# Supercoupe du Congo de football
La Supercoupe de république du Congo de football est une compétition de football opposant lors d'un match le champion de république du Congo au vainqueur de la coupe du Congo. 

## Palmarès
| Année | Vainqueur              | Score | Finaliste                    | Notes |
| ----- | ---------------------- | ----- | ---------------------------- | ----- |
| 1995  | Étoile du Congo        |       |                              | [ 1 ] |
| 2009  | AC Léopards de Dolisie | 2-1   | Diables Noirs de Brazzaville | [ 2 ] |
| 2011  | AC Léopards de Dolisie | 2-0   | Diables Noirs de Brazzaville | ,     |
| 2019  | Étoile du Congo        | 3-0   | AS Otôho                     | [ 1 ] |